# Такая, Хироюки
Хироюки Такая (яп. 高谷裕之; род. 10 июня 1977, Нарасино, Тиба) — японский боец смешанного стиля, представитель полулёгкой весовой категории. Выступал на профессиональном уровне в 2003—2019 годах, известен по участию в турнирах таких бойцовских организаций как Shooto, Hero's, Dream, Strikeforce, Pancrase, Rizin FF и др. Владел титулом чемпиона Dream в полулёгком весе.

## Биография
Хироюки Такая родился 10 июня 1977 года в городе Нарасино префектуры Тиба, Япония.
Имел опыт участия в уличных боях, за что получил прозвище Streetfight Bancho.

### Shooto
Дебютировал в смешанных единоборствах на профессиональном уровне в феврале 2003 года в местной японской организации Shooto. В течение двух лет провёл здесь шесть поединков, из которых четыре выиграл, один проиграл, тогда как в одном случае была зафиксирована ничья. Отметился победами над такими бойцами как Хаятэ Усуи и Хацу Хиоки, но уступил по очкам Гилберту Мелендесу.

### Hero's
В 2005—2007 годах сотрудничал с новообразованным промоушеном Hero's, при этом выступал в лёгком весе (среднем по регламенту организации), поскольку полулёгкая весовая категория здесь отсутствовала. Дважды принимал участие в розыгрыше гран-при: в первом случае дошёл до стадии полуфиналов, проиграв сдачей соотечественнику Гэнки Судо, тогда как во втором случае был остановлен в четвертьфинале бразильцем Жесиасом Кавалканти.

### World Extreme Cagefighting
Поскольку Hero's вскоре прекратил своё существование, Такая некоторое время выступал на менее крупных турнирах. Наконец, в 2008 году он заключил соглашение с американской организацией World Extreme Cagefighting и впервые выступил в США. Однако больших успехов здесь не добился, в дебютном поединке потерпел поражение нокаутом от Леонарда Гарсии, в то время как во втором бою единогласным решением судей проиграл Кабу Свонсону — во втором случае получил награду за лучший бой вечера.

### Dream
Вернувшись на родину, в 2009 году Такая принял участие в гран-при полулёгкого веса Dream — благополучно прошёл первых троих соперников по турнирной сетке, в том числе взял верх над такими сильными бойцами как Ёсиро Маэда и Хидэо Токоро, но в решающем финальном поединке раздельным судейским решением уступил мастеру бразильского джиу-джитсу Бибиану Фернандису.
На предновогоднем шоу 31 декабря 2009 года встретился с титулованным дзюдоистом Митихиро Омигавой и проиграл ему техническим нокаутом в первом раунде.
В 2010 году отправил в нокаут бывшего чемпиона Dream из Норвегии Йоакима Хансена и американца Чейса Биби.
Благодаря двум уверенным победам удостоился права оспорить титул чемпиона Dream в полулёгком весе, который до сих пор принадлежал Бибиану Фернандису. Чемпионский бой между ними состоялся на предновогоднем турнире 31 декабря 2010 года и продлился все отведённые три раунда — в итоге судьи единогласным решением отдали победу Такая.
В 2011 году Хироюки Такая сумел дважды защитить полученный чемпионский пояс, выиграв по очкам у соотечественников Кадзуюки Мияты и Такэси Иноуэ.
Последний раз дрался на ринге Dream в 2012 году, в нетитульном бою раздельным решением уступил Георгию Караханяну.

### Strikeforce
Ещё в бытность чемпионом Dream, в 2011 году Такая отметился выступлением на турнире Strikeforce в Сан-Диего. Его соперником стал Робби Перальта, и японский боец уступил ему раздельным решением судей.

### Дальнейшая карьера
Начиная с 2013 года Такая выступал на менее престижных турнирах в Японии, таких как Vale Tudo Japan, Pancrase, Rizin Fighting Federation и др.

## Статистика в профессиональном ММА
| Боёв 40  | Побед 23 | Поражений 15 |
| -------- | -------- | ------------ |
| Нокаутом | 15       | 6            |
| Сдачей   | 0        | 1            |
| Решением | 8        | 8            |
| Ничьи    | 2        | 2            |

| Результат | Рекорд  | Соперник            | Способ               | Турнир                                      | Дата             | Раунд | Время | Место             | Примечание                                         |
| --------- | ------- | ------------------- | -------------------- | ------------------------------------------- | ---------------- | ----- | ----- | ----------------- | -------------------------------------------------- |
| Поражение | 23-15-2 | Ютака Саито         | KO (удары руками)    | Shooto 30th Anniversary Tour 7th Round      | 22 сентября 2019 | 1     | 1:17  | Токио, Япония     |                                                    |
| Победа    | 23-14-2 | Баатарин Азжавхлан  | Единогласное решение | Rizin World Grand Prix 2017: 2nd Round      | 29 декабря 2017  | 3     | 5:00  | Сайтама, Япония   |                                                    |
| Победа    | 22-14-2 | Хацу Хиоки          | KO (удары руками)    | Pancrase 290                                | 8 октября 2017   | 1     | 1:12  | Токио, Япония     |                                                    |
| Поражение | 21-14-1 | Исао Кобаяси        | Единогласное решение | Pancrase 283                                | 18 декабря 2016  | 3     | 5:00  | Токио, Япония     |                                                    |
| Поражение | 21-13-1 | Алан Омер           | Единогласное решение | Euro FC 1: The New Era                      | 1 октября 2016   | 3     | 5:00  | Эспоо, Финляндия  |                                                    |
| Поражение | 21-12-1 | Назарено Малегарье  | Единогласное решение | Pancrase 278                                | 12 июня 2016     | 3     | 5:00  | Токио, Япония     |                                                    |
| Победа    | 21-11-2 | Даики Хата          | Единогласное решение | Rizin Fighting Federation 1: Day 1          | 29 декабря 2015  | 3     | 5:00  | Сайтама, Япония   |                                                    |
| Победа    | 20-11-2 | Гай Делюмо          | TKO (удары руками)   | Pancrase 266                                | 26 апреля 2015   | 3     | 4:11  | Токио, Япония     |                                                    |
| Победа    | 19-11-2 | Рёго Такахаси       | KO (удары руками)    | Vale Tudo Japan: VTJ 6th                    | 4 октября 2014   | 2     | 0:38  | Токио, Япония     |                                                    |
| Победа    | 18-11-2 | Ёдзиро Утимара      | TKO (удары руками)   | Vale Tudo Japan: VTJ 4th                    | 23 февраля 2014  | 1     | 1:27  | Токио, Япония     |                                                    |
| Ничья     | 17-11-2 | Тоби Имада          | Решение большинства  | Shoot Boxing: Ground Zero Tokyo 2013        | 16 ноября 2013   | 3     | 5:00  | Токио, Япония     |                                                    |
| Поражение | 17-11-1 | Дэниел Ромеро       | TKO (удары руками)   | Vale Tudo Japan: VTJ 2nd                    | 22 июня 2013     | 1     | 3:21  | Токио, Япония     |                                                    |
| Поражение | 17-10-1 | Георгий Караханян   | Раздельное решение   | Dream 18                                    | 31 декабря 2012  | 3     | 5:00  | Токио, Япония     | Нетитульный бой.                                   |
| Победа    | 17-9-1  | Такэси Иноуэ        | Единогласное решение | Fight For Japan: Genki Desu Ka Omisoka 2011 | 31 декабря 2011  | 5     | 5:00  | Токио, Япония     | Защитил титул чемпиона Dream в полулёгком весе.    |
| Победа    | 16-9-1  | Кадзуюки Мията      | Раздельное решение   | Dream: Japan GP Final                       | 16 июля 2011     | 3     | 5:00  | Токио, Япония     | Защитил титул чемпиона Dream в полулёгком весе.    |
| Поражение | 15-9-1  | Робби Перальта      | Раздельное решение   | Strikeforce: Diaz vs. Daley                 | 9 апреля 2011    | 3     | 5:00  | Сан-Диего, США    |                                                    |
| Победа    | 15-8-1  | Бибиану Фернандис   | Единогласное решение | Dynamite!! 2010                             | 31 декабря 2010  | 3     | 5:00  | Сайтама, Япония   | Выиграл титул чемпиона Dream в полулёгком весе.    |
| Победа    | 14-8-1  | Чейс Биби           | KO (удары руками)    | Dream 16                                    | 25 сентября 2010 | 1     | 1:45  | Нагоя, Япония     |                                                    |
| Победа    | 13-8-1  | Йоаким Хансен       | KO (удары руками)    | Dream 14                                    | 29 мая 2010      | 1     | 4:32  | Сайтама, Япония   |                                                    |
| Поражение | 12-8-1  | Митихиро Омигава    | TKO (удары руками)   | Dynamite!! 2009                             | 31 декабря 2009  | 1     | 2:54  | Сайтама, Япония   |                                                    |
| Поражение | 12-7-1  | Бибиану Фернандис   | Раздельное решение   | Dream 11                                    | 6 сентября 2009  | 2     | 5:00  | Иокогама, Япония  | Финал гран-при Dream в полулёгком весе.            |
| Победа    | 12-6-1  | Хидэо Токоро        | TKO (удары руками)   | Dream 11                                    | 6 сентября 2009  | 2     | 0:32  | Иокогама, Япония  | Полуфинал гран-при Dream в полулёгком весе.        |
| Победа    | 11-6-1  | Ёсиро Маэда         | TKO (удары руками)   | Dream 9                                     | 26 мая 2009      | 1     | 9:39  | Иокогама, Япония  | Четвертьфинал гран-при Dream в полулёгком весе.    |
| Победа    | 10-6-1  | Ким Чон Вон         | TKO (удары руками)   | Dream 7                                     | 8 марта 2009     | 2     | 0:40  | Сайтама, Япония   | Стартовый этап гран-при Dream в полулёгком весе.   |
| Поражение | 9-6-1   | Каб Свонсон         | Единогласное решение | WEC 37                                      | 3 декабря 2008   | 3     | 5:00  | Лас-Вегас, США    | Бой вечера.                                        |
| Поражение | 9-5-1   | Леонард Гарсия      | KO (удар рукой)      | WEC 32                                      | 13 февраля 2008  | 1     | 1:31  | Рио-Ранчо, США    |                                                    |
| Победа    | 9-4-1   | Антонио Карвальо    | TKO (удары)          | Shooto: Back To Our Roots 6                 | 8 ноября 2007    | 3     | 1:58  | Токио, Япония     |                                                    |
| Победа    | 8-4-1   | Джаррод Кард        | KO (удар рукой)      | GCM: Cage Force 4                           | 8 сентября 2007  | 1     | 3:02  | Токио, Япония     | Вернулся в полулёгкий вес.                         |
| Поражение | 7-4-1   | Андре Амаду         | TKO (перелом носа)   | Hero's 8                                    | 12 марта 2007    | 1     | 3:29  | Нагоя, Япония     |                                                    |
| Поражение | 7-3-1   | Жесиас Кавалканти   | KO (летучее колено)  | Hero's 6                                    | 5 августа 2006   | 1     | 0:30  | Токио, Япония     | Четвертьфинал гран-при Hero's 2006 в среднем весе. |
| Победа    | 7-2-1   | Ким До Хён          | Единогласное решение | Hero's 2005 in Seoul                        | 5 ноября 2005    | 2     | 5:00  | Сеул, Южная Корея |                                                    |
| Поражение | 6-2-1   | Гэнки Судо          | Сдача (треугольник)  | Hero's 2                                    | 7 сентября 2005  | 2     | 3:47  | Токио, Япония     | Полуфинал гран-при Hero's 2005 в среднем весе.     |
| Победа    | 6-1-1   | Ремегиюс Моркявичюс | TKO (удары руками)   | Hero's 3                                    | 7 сентября 2005  | 2     | 4:16  | Токио, Япония     | Четвертьфинал гран-при Hero's 2005 в среднем весе. |
| Победа    | 5-1-1   | Яни Лакс            | TKO (удар рукой)     | Hero's 2                                    | 6 июля 2005      | 1     | 1:56  | Токио, Япония     | Поднялся в лёгкий вес.                             |
| Поражение | 4-1-1   | Гилберт Мелендес    | Единогласное решение | Shooto: Year End Show 2004                  | 14 декабря 2004  | 3     | 5:00  | Токио, Япония     |                                                    |
| Победа    | 4-0-1   | Стивен Поллинг      | KO (ногой в голову)  | Shooto 2004: 5/3 in Korakuen Hall           | 3 мая 2004       | 1     | 2:11  | Токио, Япония     |                                                    |
| Ничья     | 3-0-1   | Жуан Роки           | Ничья                | Shooto 2004: 1/24 in Korakuen Hall          | 24 января 2004   | 3     | 5:00  | Токио, Япония     |                                                    |
| Победа    | 3-0     | Сэйги Фудзиока      | Единогласное решение | Shooto: Wanna Shooto 2003                   | 3 ноября 2003    | 2     | 5:00  | Токио, Япония     |                                                    |
| Победа    | 2-0     | Хацу Хиоки          | Единогласное решение | Shooto: 7/13 in Korakuen Hall               | 13 июля 2003     | 2     | 5:00  | Токио, Япония     |                                                    |
| Победа    | 1-0     | Хаятэ Усуи          | TKO (удары руками)   | Shooto: 2/6 in Kitazawa Town Hall           | 6 февраля 2003   | 2     | 2:06  | Токио, Япония     |                                                    |